# Maison, 10 rue Sigorgne (Mâcon)
La maison au 10 rue Sigorgne est une habitation située rue Sigorgne à Mâcon, dans le département français de Saône-et-Loire.

## Histoire
Elle est inscrite aux monuments historiques depuis le 16 septembre 1996.